# Sepedon albocostata
Sepedon albocostata är en tvåvingeart som beskrevs av Verbeke 1950. Sepedon albocostata ingår i släktet Sepedon och familjen kärrflugor. Inga underarter finns listade i Catalogue of Life.